# صموئيل هافن
صموئيل هافن (بالإنجليزية: Samuel Haven)‏ هو أمين مكتبة وكاتب ومحامي أمريكي، ولد في 7 مايو 1806 في ديدام في الولايات المتحدة، وتوفي في 5 سبتمبر 1881.